# Dielétricos artificiais
Os dielétricos artificiais são materiais compostos fabricados, muitas vezes consistindo em séries de formas ou partículas condutoras em uma matriz de suporte não condutora, projetada para ter propriedades eletromagnéticas específicas, semelhantes às de dielétricos. Desde que o espaçamento da estrutura seja menor que um comprimento de onda, essas substâncias podem refratar e difratar ondas eletromagnéticas e são usadas para fazer lentes, grades de difração, espelhos e polarizadores para micro-ondas. Estes foram primeiramente conceituados, construídos e implantados para interação na faixa de frequência de micro-ondas nas décadas de 1940 e 1950. O meio produzido, o dielétrico artificial, tem uma permissividade efetiva e uma permeabilidade efetiva, ambas previamente planejadas.

Além disso, alguns dielétricos artificiais podem consistir em estruturas irregulares, misturas aleatórias ou uma concentração não uniforme de partículas.
Os dielétricos artificiais entraram em uso com as tecnologias de radares que utilizam micro-ondas, desenvolvidas entre as décadas de 1940 e 1970. O termo "dielétricos artificiais" entrou em uso porque estes são análogos macroscópicos de dielétricos naturais. A diferença entre a substância natural e a artificial é que os átomos ou moléculas são materiais criados artificialmente (por humanos). Os dielétricos artificiais foram propostos devido à necessidade de estruturas e componentes leves para vários dispositivos de emissão de micro-ondas.

## Trabalho seminal
O termo dielétrico artificial foi criado por Winston E. Kock em 1948, quando ele trabalhava nos Laboratórios Bell. Ele descrevia materiais de dimensões práticas que imitavam a resposta eletromagnética de sólidos dielétricos naturais. Os dielétricos artificiais surgiram da necessidade de materiais leves e de baixa perda para dispositivos grandes e pesados.

## Análogo de dielétrico

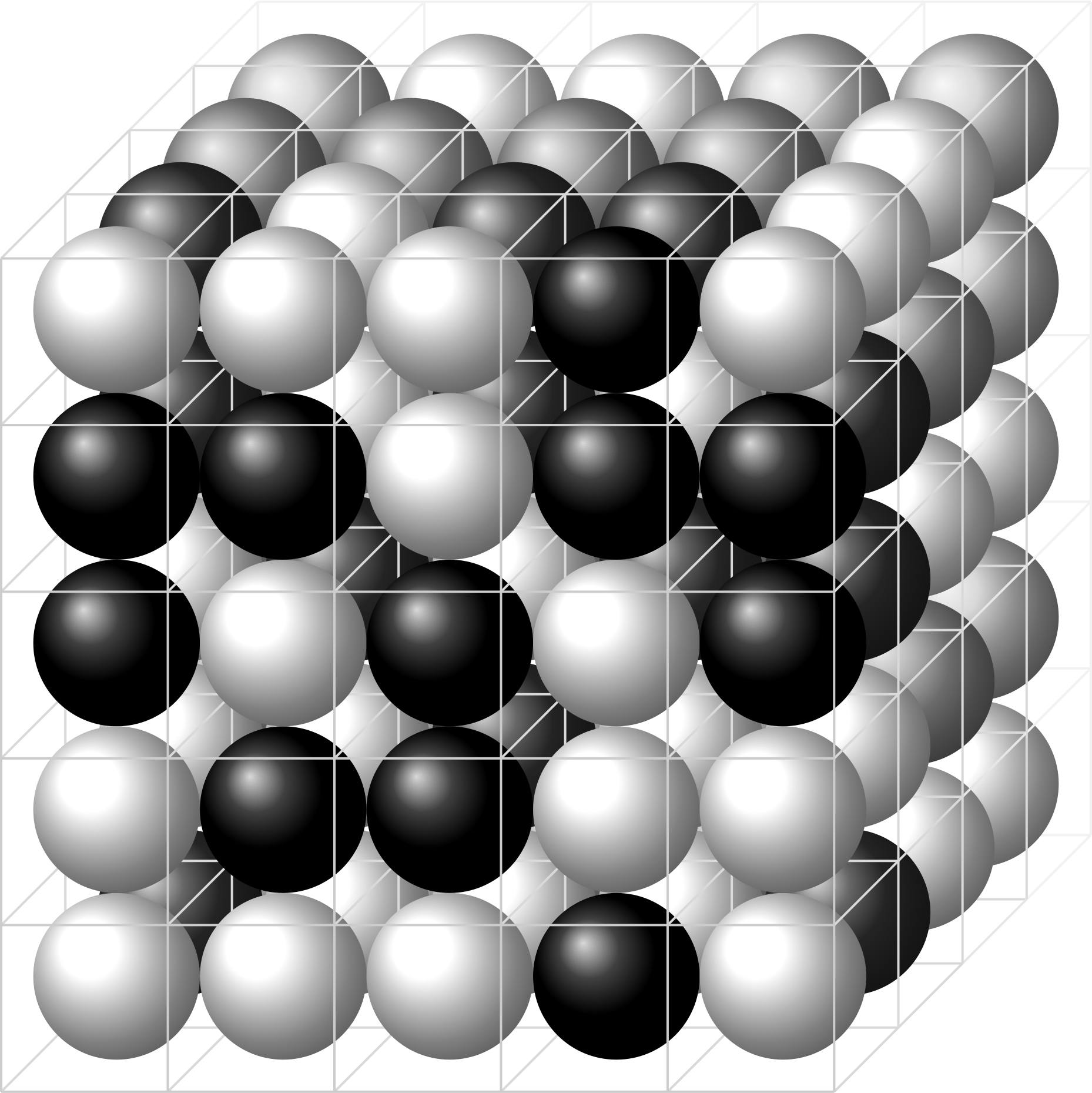
Uma estrutura tridimensional preenchida com duas moléculas A e B, mostradas aqui como esferas pretas e brancas

Dielétricos naturais, ou materiais naturais, são usados como modelo para os dielétricos artificiais. Quando um campo eletromagnético é aplicado a um dielétrico natural, respostas locais e dispersões ocorrem no nível atômico ou molecular. A resposta macroscópica do material é então descrita como permissividade elétrica e permeabilidade magnética. No entanto, para que essa resposta macroscópica seja válida, um tipo de ordenamento espacial deve estar presente entre os dispersores. Além disso, uma certa relação ao comprimento de onda faz parte de sua descrição. Uma estrutura de grade, com algum grau de ordenação espacial está presente. Além disso, o campo aplicado é maior em comprimento de onda do que o espaçamento da grade. Isso permite que uma descrição macroscópica seja expressa em permissividade elétrica e permeabilidade magnética.
Para fabricar permissividade e permeabilidade artificiais, é necessário acessar os átomos. Este grau de precisão é imprático. No entanto, no final da década de 1940 - no domínio de comprimentos de onda longos, como frequências de rádio e micro-ondas - tornou-se possível fabricar dispersores mais acessíveis e em maior escala que imitam a resposta local de materiais naturais - juntamente com uma resposta macroscópica sintetizada. Nos campos de radiofrequência e micro-ondas, foram montadas tais estruturas de rede cristalina artificial. As dispersões responderam a um campo eletromagnético da mesma maneira que átomos e moléculas em materiais naturais, e o meio se comportou como dielétricos com uma resposta efetiva.
Os elementos de dispersão são projetados para espalhar o campo eletromagnético de uma maneira prescrita. A forma geométrica dos elementos – esferas, discos, tiras condutoras, etc. – contribuem para os parâmetros de projeto.

## Meio com haste
- O meio com haste (meio de plasma) também é conhecido como malha de arame e grade de arame. É uma rede quadrada de fios finos paralelos. A pesquisa inicial referente a este meio foi conduzida por J. Brown, KE Golden e W. Rotman.[4]

## Metamateriais
Os dielétricos artificiais tem uma ligação histórica direta aos metamateriais.